# Anomalisa
Anomalisa là một bộ phim hài kịch hoạt hình tĩnh do Charlie Kaufman và Duke Johnson đạo diễn và sản xuất, do Kaufman viết kịch bản dựa trên vở kịch năm 2005 cùng tên. Phim được phát hành ngày 30 tháng 12 năm 2015 bởi Paramount Pictures sau những gì Variety gọi là "những đánh giá tích cực" trong quá trình tranh giải ở các liên hoan phim. Nhân vật chính của Anomalisa là Michael Stone (David Thewlis), một cây bút và diễn giả nổi tiếng về kỹ năng giao tiếp với khách hàng qua điện thoại. Ông nhận ra rằng tất cả mọi người (Tom Noonan) đều giống hệt nhau đến khi ông gặp người phụ nữ đặc biệt có tên Lisa (Jennifer Jason Leigh) tại một khách sạn ở Cincinnati.
Anomalisa được đề cử giải Oscar cho phim hoạt hình hay nhất (bộ phim mác R đầu tiên được đề cử), giải Quả cầu vàng cho phim hoạt hình hay nhất và năm giải Annie. Nó cũng trở thành bộ phim ngắn đầu tiền đoạt Giải thưởng lớn của Ban giám khảo tại Liên hoan phim quốc tế Venice lần thứ 72 sau khi ra mắt tại Liên hoan phim Telluride vào ngày 4 tháng 12 năm 2016.

## Tựa đề phim
Anomalisa, nickname mà Stone đặt cho Lisa, là kết hợp hai từ Anomaly và Lisa, trong đó Anomaly có nghĩa là sự dị biệt. Sự dị biệt khiến Lisa luôn bị tách rời khỏi xã hội xung quanh, sự dị biệt là thứ Stone luôn đi tìm, khi những kẻ xung quanh ông đều trở thành một kẻ duy nhất. Ngoài ra, Anomalisa (trong tiếng Nhật nghĩa là "Chúa ở trên thiên đàng") cũng là một cách chơi chữ trong tiếng Anh, về một hội chứng đổ vỡ, thất vọng về người mà ta vừa chinh phục được. Trong phim, Stone chạy trốn người phụ nữ anh ta yêu 10 năm trước, để lại trong cô nỗi tổn thương khó hàn gắn kéo dài cả chục năm sau.

## Nội dung
Một chuyên gia dịch vụ khách hàng Michael Stone đến Cincinnati để quảng bá cuốn sách mới nhất của mình trong một hội nghị ở khách sạn. Ông xa lạ với tất cả mọi người xung quan mình; ông nhận ra họ đều có nhận dạng màu da trắng cùng gương mặt giống hệt nhau, bao gồm cả vợ và con trai ông. Michael tự thực hành cuộc nói chuyện trong phòng khách sạn của mình nhưng bị ám ảnh bởi ký ức về một lá thư đầy giận dữ từ Bella, người tình cũ của mình mà ông đột ngột bỏ rơi nhiều năm trước. Ông đã sắp xếp cuộc gặp cô tại quầy bar của khách sạn. Dù vẫn còn tức giận nhưng Bella lại bị xúc phạm bởi lời mời của Michael đến phòng mình và lập tức bỏ đi. Đi dạo một lúc, Michael nhầm cửa hàng đồ chơi người lớn với cửa hàng đồ chơi trẻ em và cố gắng mua thứ gì đó cho con trai mình, nhưng ông lại bị cuốn hút bởi búp bê một người phụ nữ Nhật Bản.
Sau khi tắm, Michael nghe thấy giọng một người phụ nữ. Ông vội vã ra khỏi phòng để tìm chủ nhân giọng nói đó: một cô gái trẻ dễ dao động tên là Lisa Hesselman, người tham gia cuộc nói chuyện với Michael cùng bạn cô. Bị mê mẩn bởi ngoại hình và giọng nói độc đáo của cô, ông đã mời cả hai đi uống tại quầy bar. Sau đó trước sự ngạc nhiên của Lisa, Michael mời cô vào phòng mình. Mặc dù khẳng định rằng mình không đặc biệt, Michael vẫn thấy Lisa thật quyến rũ, ngưỡng mộ vết sẹo trên mặt mà cô dùng tóc che đi. Ông còn khuyến khích cô hát bài "Girls Just Want to Have Fun" của Cyndi Lauper và kể với ông về cuộc đời cô. Vừa tuyên bố Lisa là một người "dị biệt" (anomaly), Michael vừa đặt biệt danh cho cô là "Anomalisa". Họ trở nên thân mật và quan hệ tình dục với nhau.
Michael có một cơn ác mộng rằng khuôn mặt của ông bị rơi ra và những người giống hệt nhau trong thế giới đuổi theo ông, nói rằng họ yêu ông cũng như Lisa và ông không thể ở bên nhau. Giấc mơ khiến Michael đề nghị Lisa và ông chạy trốn và bắt đầu một cuộc sống mới. Cô đồng ý, nhưng thói quen ăn uống trong bữa sáng của Lisa làm Michael bực mình, đồng thời giọng nói và khuôn mặt của cô trở nên giống với những người còn lại. Trong cuộc nói chuyện trên bàn ăn, Michael bị suy sụp, thú nhận rằng ông chẳng có ai để trò chuyện và nói huênh hoang về chính phủ Mỹ, xa lánh mọi người

## Diễn viên lồng tiếng
- Nguồn:[8]
- David Thewlis vai Michael Stone, một tác giả có ngoại hình quyến rũ nhưng cô đơn, tự lực và cảm thấy không an toàn với cái nhìn tiêu cực chủ yếu vào những người xung quanh mà ông cho là đều giống hệt nhau, đến khi gặp Lisa.
- Jennifer Jason Leigh vai Lisa Hesselman, một người đáng yêu, ngọt ngào, vui vẻ và thân thiện nhưng lại cảm thấy không chắc chắn về bản thân mình.
- Tom Noonan vai toàn bộ tuyến nhân vật phụ.[9]

## Sản xuất
Anomalisa được viết năm 2005 cho vở kịch của Los Angeles mang tên "Theater of the New Ear", được miêu tả là 'một buổi hòa nhạc với âm nhạc và lời thoại hoặc bối cảnh của "những vở kịch âm thanh"' của Carter Burwell, người ủy quyền và soạn nhạc chúng. Nó là một tờ quảng cáo đôi với Hope Leaves the Theater của Kaufman và thay thế Sawbones của anh em nhà Coen, từ vở kịch trước đó của New York sau khi những diễn viên của vở kịch không thể góp mặt. Anomalisa được ghi dưới bút danh Francis Fregoli, một sự liên hệ đến ảo tưởng Fregoli, một niềm tin rằng trong thực tế những người khác nhau chỉ là một người duy nhất thay đổi diện mạo hoặc trong lớp ngụy trang. Màn biểu diễn năm 2005 có Thewlis và Leigh ngồi phía đối diện sân khấu với Noonan ngồi giữa; Burwell đã chỉ huy Đoàn múa hình parabol, bao gồm cả một nghệ nhân âm thanh.
Những con rối được tạo ra với việc sử dụng in 3D cùng nhiều bản sao của mỗi nhân vật: 18 Michael và sáu Lisa được tạo ra. Trong khi Johnson được nói rằng hình ảnh động thực như vậy "sẽ làm rối trí và gây khó chịu" thì ông lại không đồng tình. Nói về cảnh nóng trong phim, đạo diễn Charlie Kaufman chia sẻ: "Chúng tôi muốn cảnh này chân thực về mặt cảm xúc như mọi cảnh khác của phim. Chúng tôi hiểu các nhân vật con rối trong phim làm tình sẽ dễ trở thành trò cười trong mắt khán giả. Đây là cảnh khó nhất phim và cũng là cảnh khó nhất mà giới làm hoạt hình từng thực hiện". Quá trình thực hiện riêng cảnh thân mật giữa hai nhân vật chính dài tới sáu tháng. Êkíp sáng tạo gặp khó nhất khi hiện thực hóa chi tiết con rối cởi bỏ áo quần bởi cơ thể chúng không thể cúi cong như người. Đạo diễn Johnson kể: "Chúng tôi phải chặt hai con rối thành các mảnh vụn nhỏ, sau đó bóc từng mẩu vải dính vào mỗi mảnh cơ thể rối. Tiếp đến, chúng tôi lại ráp nối các mảnh vỡ của con rối thành một cơ thể nude". Công nghệ tiên tiến được áp dụng để chân thực hóa đúp cảnh hai con rối xoắn quyện vào nhau khi thân mật. Chuyển động của mọi vật xung quanh hai nhân vật chính cũng được xử lý kỹ lưỡng.

## Phát hành
Anomalisa có buổi công chiếu toàn cầu tại Liên hoan phim Telluride ngày 4 tháng 9 năm 2015. Bộ phim cũng được chiếu tại Liên hoan phim Venice ngày 8 tháng 9 năm 2015 và Liên hoan phim quốc tế Toronto ngày 15 tháng 9 năm 2015. Một thời gian ngắn sau, phim được hãng Paramount Pictures mua lại bản quyền phân phối toàn cầu. Phim được công chiếu trong bản phát hành giới hạn vào ngày 30 tháng 12 năm 2015. Một bản phát hành rộng hơn được bán kế tiếp vào tháng một.

## Đánh giá
Rotten Tomatoes thống kê 92% sự tán thành dựa trên 224 lượt đánh giá; điểm trung bình là 8.4/10. Hầu hết sự đồng thuận của trang web đều viết: "Anomalisa đánh dấu một điểm nhấn rực rỡ và hoàn toàn khác biệt trong dòng phim của Charlie Kaufman, và một sự thiết đãi những tư duy gây kích thích cho người hâm mộ của điện ảnh nội tâm. Phim cũng giữ số điểm cao là 88/100 trên Metacritic dựa trên 46 lượt đánh giá, thể hiện "sự hoan nghênh chung" của giới phê bình.
Viết cho tờ Time Out và chấm phim 5/5 sao, David Calhou viết, "Đây là những gì bạn tưởng tượng có thể xảy ra nếu Charlie Kaufman có tay trong Up in the Air hay Lạc lối ở Tokyo. Drew McWeeny của Hitfix gọi phim là "trải nghiệm gây choáng váng nhất từng có từ Charlie Kaufman" và xếp phim vào hạng "A+". Amy Nicholson của LA Weekly chấm phim điểm "A" và viết, "Kaufman đang thâm nhập vào bộ não của chúng ta và cho ta thấy những bánh răng".